# Davit Chachaleisjvili
Davit Chachaleisjvili (Georgisch: დავით ხახალეიშვილი) (Koetaisi, 28 februari 1971 – Minsk, 11 januari 2021) was een Georgisch judoka. Hij werd driemaal Europees kampioen judo en won olympisch goud. 

## Sportcarrière

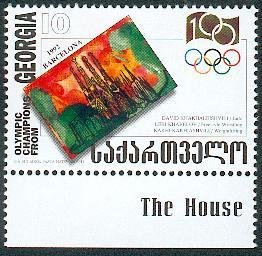
De Georgische olympische kampioenen van 1992 werden met een postzegel geëerd, waaronder ook Chachaleisjvili.

Chachaleisjvili behaalde zijn grootste succes tijdens de Olympische Spelen 1992 in Barcelona, toen hij onder de vlag van het Gezamenlijk team olympisch goud behaalde in de zwaargewichtklasse.
Voor zijn sportieve prestaties kreeg Chachaleisjvili vier nationale onderscheidingen: de Ereorde, de Orde van Vachtang Gorgasali in de tweede graad (1994), de Eremedaille (1997) en in 2018 de Presidentiële Orde van Uitmuntendheid. In 2003 ontving hij een onderscheiding van het Georgische Nationaal Olympisch Comité.

## Overlijden
Chachaleisjvili leed aan hartproblemen. In december 2020 onderging hij een harttransplantatie in Minsk, Wit-Rusland. Hij overleed een maand later in Minsk als gevolg van een sepsis.

## Resultaten
- Europese kampioenschappen judo 1990 in Frankfurt  in de open klasse
- Wereldkampioenschappen judo 1991 in Barcelona  in de open klasse
- Olympische Zomerspelen 1992 in Barcelona  in het zwaargewicht
- Europese kampioenschappen judo 1993 in Athene  in de open klasse
- Europese kampioenschappen judo 1993 in Athene  in het zwaargewicht
- Wereldkampioenschappen judo 1993 in Hamilton  in het zwaargewicht
- Wereldkampioenschappen judo 1995 in Chiba  in het zwaargewicht
- Europese kampioenschappen judo 1996 in Den Haag  in het zwaargewicht